# Charles Louis Didelot
Charles Louis Didelot, född 1767 i Stockholm, död 1837 i Kiev, var en fransktalande dansare och koreograf. 
Född i Stockholm i Sverige som barn till Marie Madeleine Mareschal och Charles Louis Didelot, som var dansare vid Operan i Stora Bollhuset 1774-1780 och balettmästare 1780-1787, debuterade han själv som dansare i Stockholm, där han var premiärdansare vid Kungliga Baletten på Operan 1786-1789, innan han reste till Frankrike, där han 1790 uppträdde i Bordeaux.
1791-1793 var han sedan verksam i Paris, varefter han huvudsakligen var verksam i omväxlande England och Ryssland. Mellan 1796-1801 uppträdde han i London, därefter i Sankt Petersburg i Ryssland, där han skulle tillbringa större delen av sin karriär, förutom en kort avbrott i England 1812-1814; han återvände 1816 till Ryssland, där han avslutade sin karriär 1830.
Som koreograf lade han till dansen till 25 operaföreställningar mellan 1806 och 1827.          
I Pusjkins Eugen Onegin kommenterar den gäspande huvudpersonen en Didelot-föreställning i St Petersburg med orden "Ni borde alla omplaceras, // förr fann jag för baletter fog, // nu av Didelot jag har fått nog."